# Squaliolus aliae
Squaliolus aliae är en hajart som beskrevs av Teng 1959. Squaliolus aliae ingår i släktet Squaliolus och familjen Dalatiidae. IUCN kategoriserar arten globalt som livskraftig. Inga underarter finns listade i Catalogue of Life.